# Ланно
Ланно  (итал. Lanno; Кёльн — 5 мая 296, Вазанелло, Лацио) — святой Римский воин, мученик. День памяти — 5 мая.
По преданию, святой Римский воин Ланно (иначе Ландо) был из германцев. Как дворянин, подростком ушёл в армию. Родился в благородной семье предположительно в районе Кёльна. Был послан на Апеннинский полуостров, где обрёл христианскую веру. Будучи в Фалерии, что на Фламиниевой дороге неподалёку от Рима, крестил в пещере своих духовных братьев свв. Валентина, Ротилия (Rotilio), Илария, Флорентия, своего друга св.Гратилиана, а также святую Фелициссиму (Felicissima) . За отказ принести языческое жертвоприношение и отречься от веры был обезглавлен в Вазанелло (Castrum Bassanelli).
В 800-е годы был составлен прославляющий его гимн. Почитается покровителем Вазанелло.
Святого Ланно изображают в виде всадника со знаменем, на котором изображён крест.